# Лобелия вздутая
Лобе́лия взду́тая, или Лобе́лия оду́тлая, или Инде́йский таба́к (лат. Lobélia infláta) — однолетнее травянистое растение, относящееся к роду Лобелия семейства Колокольчиковые (Campanulaceae).

## Название
Родовое название растению дано в честь Маттиаса де Л’Обеля (1538—1616) — голландского ботаника и лейб-медика английского короля Якова I, некоторое время возглавлявшего королевский ботанический сад. Видовой эпитет лат. inflátus, a, um — вздутый, происходит от infláre — надувать.

## Морфологическое описание
Однолетнее травянистое растение с прямостоячим четырёхгранным, ветвистым опушённым стеблем высотой 40-70 см. Листья очерёдные, яйцевидно-продолговатые, голые, тёмно-зелёные, нижние черешковые, средние и верхние — сидячие. Верхушечные мелкие листья постепенно переходят в ланцетовидные прицветники. Цветки мелкие, светло-синие, двугубые, собраны в кистевидные соцветия.
Плод — двухгнёздная вздутая ребристая коробочка с остающейся чашечкой. Семена многочисленные, мелкие, бурые.
Растение содержит млечный сок. Запах травы и семян неприятный, напоминает запах табака.

## Ареал и распространение
Первичный ареал — Северная Америка (США, Канада). В естественных условиях произрастает вдоль дорог на освещённых местах.
Культивируется в разных странах. В России в настоящее время не культивируется.

## Химический состав
Трава лобелии содержит более 15 алкалоидов, сумма которых достигает 0,6 процентов. Основным алкалоидом является лобелин — производное метилпиперидина. Сопутствующие алкалоиды (лобеланидин, лобинин, норлобеланин и др.) отличаются от лобелина иными сочетаниями групп в положении C1 и C5. Помимо этого, листья лобелина содержат тритерпеноиды, включая пальмитат бета-амирина. В настоящее время лобелин получают как синтетически, так и выделяют из растения.

## Фармакологические свойства и применение
В Европе, как лекарственное растение применяется с 1829 года (Англия). В странах Юго-Восточной Азии в лечебных целях вместо лобелии вздутой используют Lobelia nicotianaefolia Hayne и Lobelia frigona Roxb..
С лечебной целью используют надземные части растения. Трава лобелии — Herba Lobeliae заготовляется в фазу массового образования зелёных плодов. Растительное сырьё хранят по списку Б, так как лобелия вздутая принадлежит к растениям наркотического действия. Большие дозы её вызывают рвоту, боль в животе, понос, головокружение, сужение зрачков и даже приводят к летальному исходу.
Индейцы Северной Америки издавна курят траву лобелии как табак. В прошлом лобелию часто употребляли при крупе, дифтерите и коклюше. Многие врачи считали лобелию специфическим средством от астмы и назначали её в виде сигарет. В настоящее время (2006) порошок из листьев лобелии входит в состав комбинированного лекарственного препарата «Антастман». Лобелина гидрохлорид применяется как средство для возбуждения дыхательного центра при бронхиальной астме, коклюше, имеет важное значение как средство при поражении отравляющими веществами (ОВ).
Лобелин является частичным антагонистом никотиновых рецепторов, способным активизировать никотиновые рецепторы вегетативных ганглиев, секреторных клеток надпочечников и синокаротидной зоны сонной артерии. При внутривенном введении лобелин возбуждает н-холинорецепторы синокаротидной зоны, откуда афферентные импульсы поступают в продолговатый мозг и повышают активность дыхательного центра. Стимуляция дыхания при действии лобелина кратковременно (несколько минут) наблюдается только при внутривенном введении и только в том случае, если возбудимость дыхательного центра не нарушена — например, при отравлении угарным газом. При угнетении дыхательного центра, вызванного средствами для наркоза, снотворными средствами и наркотическими анальгетиками, лобелин, как стимулятор дыхания неэффективен.
В то же время, лобелин может выступать как антагонист ацетилхолина, блокирующий активность определённых подтипов никотиновых рецепторов (α3β2 и α4β2) в центральной нервной системе. Он подавляет связывание меченого никотина с нейрональными мембранами, а также вызванное никотином высвобождение дофамина.
Уточнение механизма действия лобелина на дофаминергическую активность определённых структур мозга показало, что он подавляет обратный захват дофамина и способствует высвобождению этого нейромедиатора из его депо, синаптических везикул в цитоплазму нервных окончаний. Это блокирует механизм высвобождения дофамина из везикул в синаптическую цепь, а также возможность активации этого процесса в ответ на воздействие никотина или психостимуляторов типа амфетамина и метамфетамина. Действительно, in vitro лобелин блокирует амфетамининдуцируемое высвобождение дофамина, а in vivo подавляет амфетаминовую гиперактивность животных и их способность к самовведению психостимуляторов. В то же время, сам лобелин не обладает аддиктивными свойствами, что позволяет рассматривать его в качестве прототипа нового класса психотерапевтических препаратов для лечения амфетаминовой наркомании.
Другое психоактивное соединение лобелии — тритерпеноид бета-амирин пальмитат (β-АП) в модели депрессии поведения на мышах в условиях неизбегаемого плавания проявляет антидепрессивное действие, подобно имипрамину и миансерину. Как и миансерин, β-АП подавляет амфетаминидуцированную гиперактивность мышей, но не влияет на апоморфиновую стереотипию, галоперидоловую каталепсию или тетрабеназиновый птоз. Фармакологический анализ позволяет предположить, что β-АП способствует высвобождению норадреналина или вновь образованных пулов, усиливает норадренергическую активность, по ряду своих свойств подобен атипическому антидепрессанту миансерину и может проявлять седативное действие.
Трава лобелии вздутой входит в состав БАД, предназначенных для облегчения отказа от табакокурения «Никорол» и «Смоук Стоппер».